# Gomezov hamburger
Gomezov hamburger oziroma IRAS 18059-3211 je najverjetneje mlada zvezda, ki jo obkroža protoplanetni disk. Na začetku so ga označili za planetarno meglico in njegovo oddaljenost napačno ocenili na 6500 svetlobnih let. Kakorkoli, sedanja dognanja trdijo, da je Gomezov hamburger mlada zvezda, ki jo obkroža protoplanetni disk in je oddaljena približno 900 svetlobnih let.
Gomezov hamburger je bil odkrit leta 1985 na fotografijah, ki jih je naredil Arturo Gomez, tehnični vzdrževalec na Cerro Tololo Inter-American Observatory. Površinska temperatura zvezde je 10.000 °C.